# Владимировка (Советский район)
Владимировка (укр. Володимирівка, крымскотат. Vladimirovka, Владимировка) — исчезнувшее село в Советском районе Республики Крым (согласно административно-территориальному делению Украины — Автономной Республики Крым). Располагалось на западе района, примерно в 1,5 километрах к западу от современного села Заветное.

## История
Первое документальное упоминание села встречается в Списке населённых пунктов Крымской АССР по Всесоюзной переписи 17 декабря 1926 года, согласно которому в селе Владимировка, Саурчинского сельсовета Феодосийского района, числилось 15 дворов, все крестьянские, население составляло 56 человек, из них 55 русских, 1 записан в графе «прочие». Постановлением ВЦИК «О реорганизации сети районов Крымской АССР» от 30 октября 1930 года Феодосийский район был упразднён и был создан Сейтлерский район (по другим сведениям 15 сентября 1931 года), в который включили селение, а, с образованием в 1935 году Ичкинского — в состав нового района.
После освобождения Крыма от фашистов, 12 августа 1944 года было принято постановление № ГОКО-6372с «О переселении колхозников в районы Крыма» и в сентябре 1944 года в район приехали первые новоселы (180 семей) из Тамбовской области, а в начале 1950-х годов последовала вторая волна переселенцев. С 1954 года областями наиболее массового набора населения стали различные области Украины. С 25 июня 1946 года селение в составе Крымской области РСФСР. 26 апреля 1954 года Крымская область была передана из состава РСФСР в состав УССР. Время включения в Заветненский сельсовет пока не установлено: на 15 июня 1960 года село уже числилось в его составе. Ликвидировано к 1968 году (согласно справочнику «Крымская область. Административно-территориальное деление на 1 января 1968 года» — в период с 1954 по 1968 год как посёлок Ильичёвский сельсовет).